# 紀淡海峽

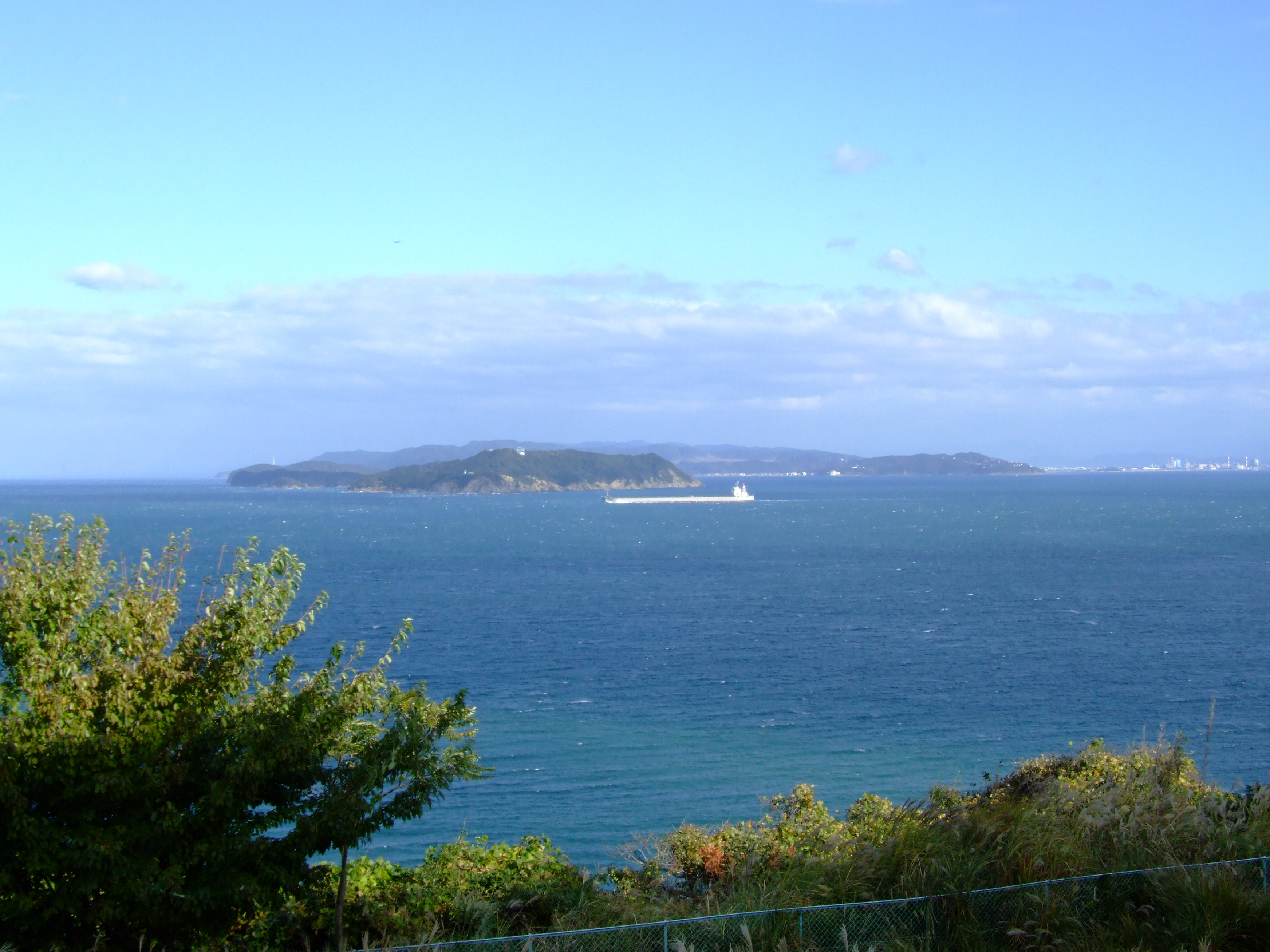
紀淡海峽一隅。

紀淡海峽（日语：／ Kitan kaikyō */?）是位於日本和歌山縣與淡路島之間的海峽。總長約11公里，海峽中央為屬於沉水大陸島的無人島群友島，該群島大幅減少建造跨海大橋所需的成本。海峽全境位於瀨戶內海國立公園的範圍內。